# Dąbrówka chaonia
Dąbrówka chaonia, garbatka sierpówka, garbatka rudorożka, garbatka guślarka (Drymonia ruficornis) – gatunek motyla z rodziny garbatkowatych. Zamieszkuje Europę, Afrykę Północną i Azję Zachodnią. Gąsienice żerują na dębach. Osobniki dorosłe są aktywne nocą.

## Taksonomia
Gatunek ten opisany został po raz pierwszy w 1766 roku przez Johanna Siegfrieda Hufnagela pod nazwą Bombyx ruficornis. Jako miejsce typowe wskazano okolice Berlina.

## Morfologia

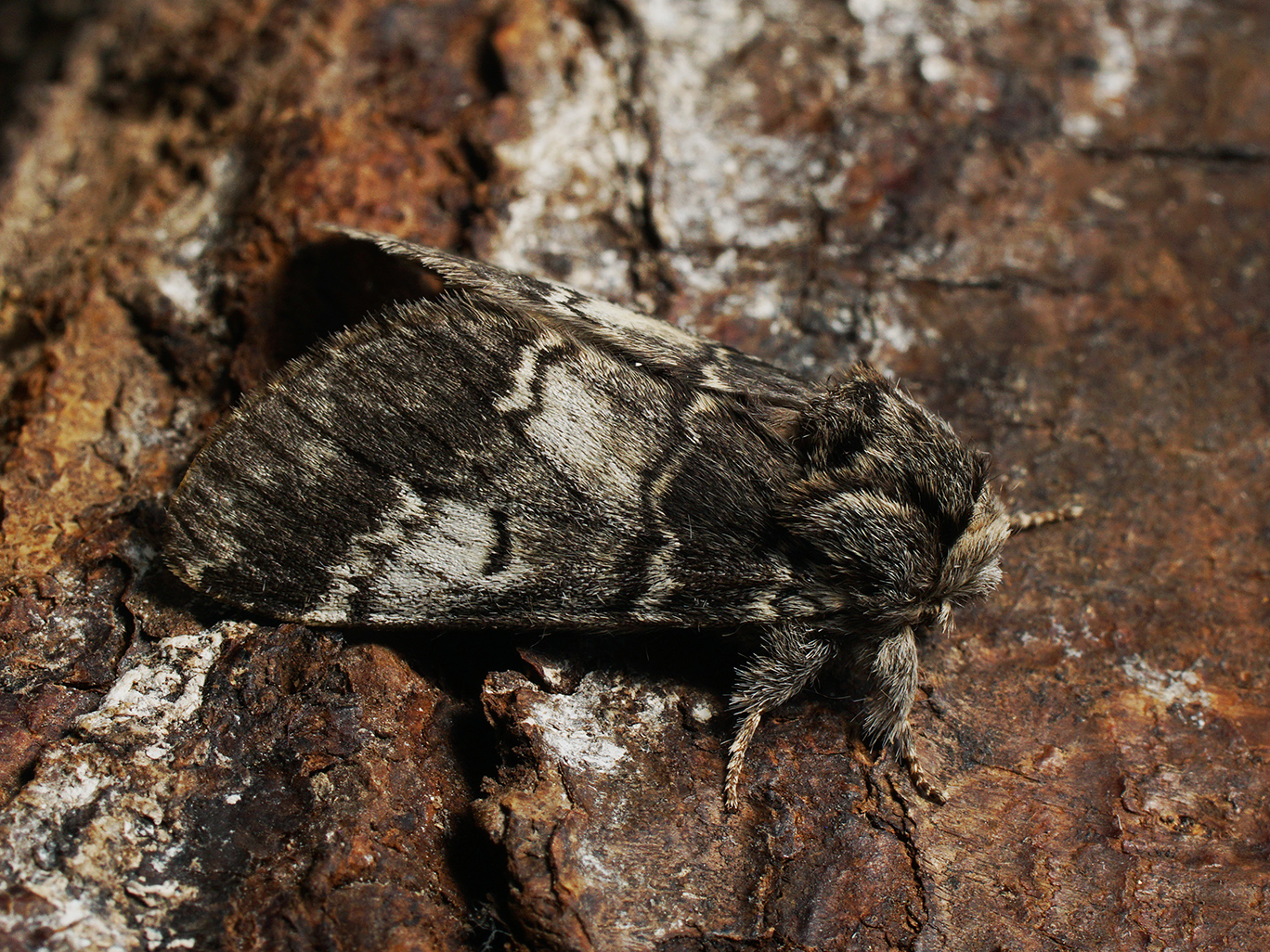
Imago zamaskowane na pniu

Motyl o krępej budowy ciele i rozpiętości skrzydeł sięgającej od 35 do 44 mm. Głowa jest zaopatrzona w nieowłosione oczy złożone, krótkie głaszczki i uwstecznioną ssawkę, natomiast pozbawiona jest przyoczek. Czułki osiągają niemal połowę długości przedniego skrzydła i wykazują dymorfizm płciowy w budowie, będąc szczeciniastymi u samicy, zaś grzebykowatymi u samca. Tułów jest szeroki, wyposażony w krótko owłosione tegule. Skrzydło przedniej pary osiąga od 17 do 19 mm długości i ma popielatobrunatne tło, często z rozjaśnionym na całej szerokości, czasem niemal białym, polem środkowym. Przepaska wewnętrzna jest nieco falista i trochę wypukła pośrodku. Przepaski poprzeczne są cienkie, drobno ząbkowane, popielatoczarne. W polu zewnętrznym biegnie białopopielata, niewyraźna, falista linia. Wzdłuż zewnętrznych krawędzi skrzydła leżą czarne, łukowate plamy. Obecność czarnej, wąskiej plamki półksiężycowatej na żyłce poprzecznej odróżnia ten gatunek od podobnej dąbrówki dodony, jak i od dąbrówki dębowej. Barwa strzępiny jest popielata z ciemnym nakrapianiem. Na tylnej krawędzi przedniego skrzydła leży trójkątny ząbek z włosowatych łusek. Tylne skrzydło jest szare z jaśniejszą przepaską przez środek.
Gąsienica charakteryzuje się ubarwieniem zielonym z parą żółtych pręg biegnących bokami ciała.

## Ekologia i występowanie

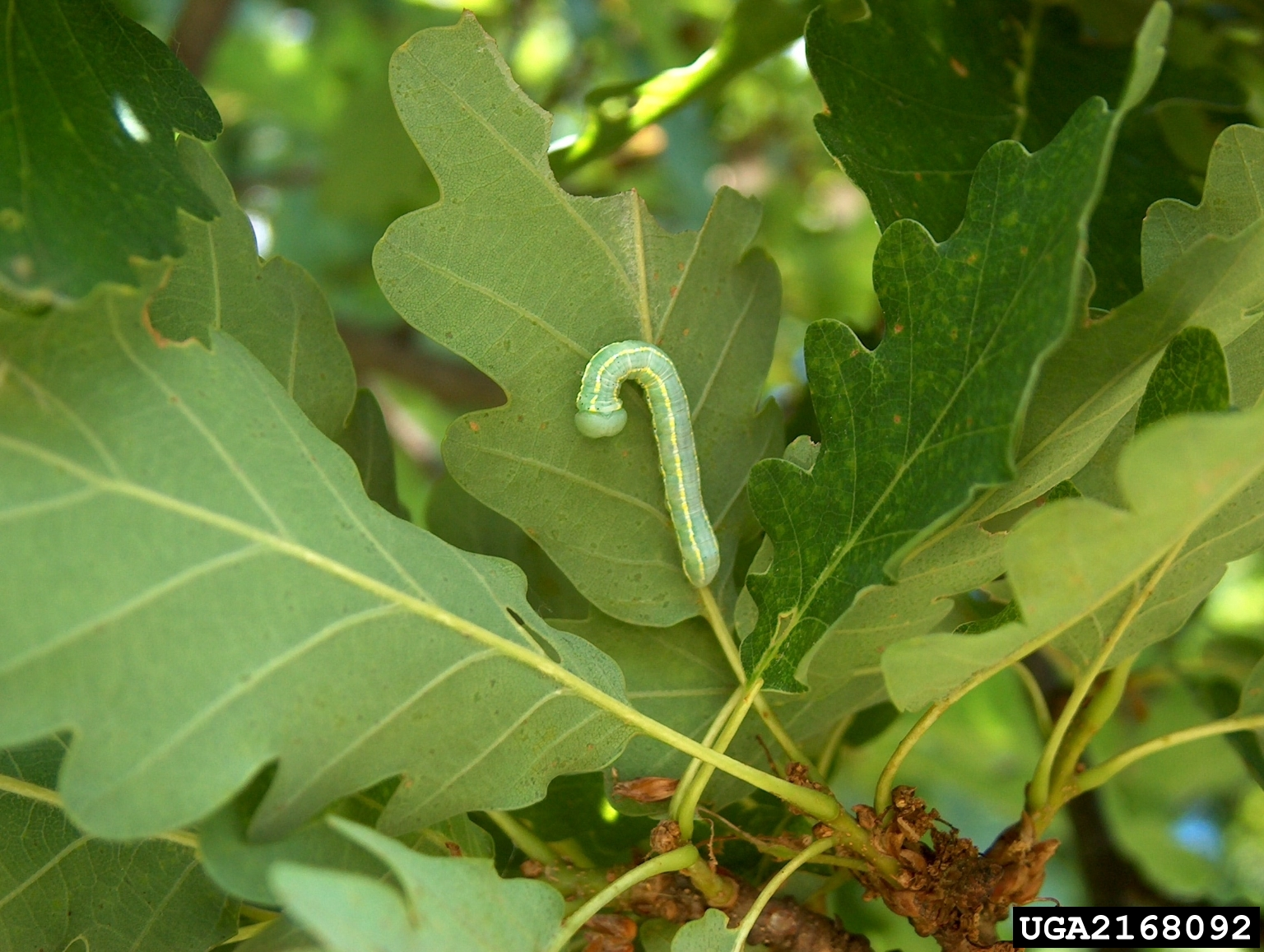
Gąsienica

Owad ten zasiedla lasy liściaste, chętnie ciepłolubne, zawsze z udziałem dębów. Gąsienice są foliofagami żerującymi na liściach dębów. Okres lotu motyli trwa od drugiej połowy kwietnia do pierwszej połowy czerwca, zaś okres żerowania gąsienic od końca maja do końca czerwca. Zimowanie odbywa się w stadium poczwarki. Owady dorosłe nie pobierają pokarmu i są aktywne nocą.
Gatunek palearktyczny. W Europie znany jest z Portugalii, Hiszpanii, Irlandii, Wielkiej Brytanii, Francji, Belgii, Luksemburgu, Holandii, Niemiec, Szwajcarii, Liechtensteinu, Austrii, Włoch, Danii, Szwecji, Norwegii, Estonii, Łotwy, Litwy, Polski, Czech, Słowacji, Węgier, Białorusi, Ukrainy, Rumunii, Bułgarii, Słowenii, Chorwacji, Bośni i Hercegowiny, Serbii, Czarnogóry, Albanii, Macedonii Północnej, Grecji oraz europejskich części Rosji i Turcji. W Afryce Północnej zamieszkuje m.in. Maroko, natomiast w Azji Turcję i Armenię.
Na „Czerwonej liście gatunków zagrożonych Republiki Czeskiej” umieszczony został ze statusem gatunku bliskiego zagrożenia wyginięciem (NT).